# Marvin Stalder
Marvin Frederick Stalder (Riverside, 9 dicembre 1905 – Kerrville, 2 settembre 1982) è stato un canottiere statunitense.

## Palmarès

### Olimpiadi
- 1 medaglia:
  - 1 oro (Amsterdam 1928 nell'otto)